# Timeboxing
Az agilis elvekben a timebox egy tevékenységhez rendelt maximális időegység, amelyen belül a tervezett tevékenység végbemegy. Az agilis elveken alapuló projektmenedzsment megközelítéseknél és a személyes időgazdálkodás során használják.

## A projektmenedzsmentben
A timeboxingot projekttervezési technikaként használják. Az ütemterv több különálló időszakra (időkeretre) van felosztva, mindegyik résznek megvan a maga leszállítása, határidője és költségvetése. Néha ütemtervnek független változónak nevezik (SAIV). "A timeboxing többlépcsős projektekben vagy olyan feladatokban működik a legjobban, amelyek kevés időt vesznek igénybe, és ugyanabba az időrésbe illeszthetők. Olyan feladatok esetében is érdemes végrehajtani, amelyek teljesítési határideje előre látható."

### Alternatívaként a rögzítő hatótávolság helyett
A projektmenedzsmentben általában három korlátot tartanak számon: idő (néha ütemezés), költség (néha költségvetés) és hatókör. (A minőséget gyakran adják hozzá negyedik megszorításként --- egy háromszög közepeként ábrázolják.) Az a feltételezés, hogy az egyik megszorítás változása hatással lesz a többire is.
Timebox nélkül a projektek általában fix hatókörben működnek, ilyenkor, ha világossá válik, hogy bizonyos teljesítéseket nem lehet a tervezett határidőn belül teljesíteni, vagy meg kell hosszabbítani a határidőt (hogy több idő legyen a rögzített hatókör teljesítésére) vagy több személy érintett (a rögzített hatókör egyidejű teljesítéséhez). Gyakran mindkettő megtörténik, ami késleltetett szállítást, megnövekedett költségeket és gyakran romló minőséget eredményez (a mitikus emberhónap elv szerint).
A timeboxing egy olyan módszer, amely rögzített határidőn alapul. Ez azt jelenti, hogy a szervezeteknek csökkenteniük kell munkájuk körét a határidő betartása érdekében. A legjelentősebb szállítmányok priorizálása érdekében a timeboxingot gyakran párosítják egy kézbesítési prioritási rendszerrel, például a MoSCoW módszerrel.

### A kockázat kezelésére
A timeboxokat a kockázatkezelés egy formájaként használják, hogy egyértelműen azonosítsák a bizonytalan feladat/idő összefüggéseket, azaz olyan munkákat, amelyek könnyen túlléphetnek a határidőn. Az időkorlátok gyakran a tervezés elsődleges mozgatórugói, és nem szabad ezeket megváltoztatni a projekt vagy alprojekt kritikus útvonalainak figyelembevétele nélkül. Vagyis általában fontos a határidők betartása. A határidők elmulasztásának kockázati tényezői lehetnek a projekt előtti bonyodalmak, a projekten belüli tervezési hibák, a csapattal kapcsolatos problémák vagy a terv hibás végrehajtása. Az upstream problémák magukban foglalhatják a projekt küldetésének változásait vagy a menedzsment támogatását. Gyakori tervezési hiba a feladat nem megfelelő lebontása, ami a munka elvégzéséhez szükséges idő alábecsüléséhez vezethet. A csapattal kapcsolatos problémák magukban foglalhatják a csapatok közötti kommunikációval kapcsolatos problémákat; tapasztalat hiánya vagy szükséges keresztfunkcionalitás; az elkötelezettség/hajtás/motiváció hiánya (azaz gyenge csapatépítés és vezetés).
A határidő betartása érdekében a következő intézkedéseket szokták értékelni a hármas megkötésekkel szemben:
- Csökkentett hatókör: kisebb hatású ejtési követelmények (azok, amelyeket a felhasználó közvetlenül nem hagy ki)
- Az idő itt a rögzített korlát
- Növelje a költségeket: pl. adjon hozzá túlórákat vagy erőforrásokat

### Átvétel a szoftverfejlesztésben
Sok sikeres szoftverfejlesztési projekt alkalmaz timeboxingot, különösen a kisebbek.  A timeboxing alkalmazása több mint háromszorosára növelte a fejlesztők munkatermelékenységét a DuPontnál a '80-as években. Egyes esetekben az alkalmazásokat teljes egészében a specifikáció teljesítéséhez szükséges becsült időn belül teljesítették. Steve McConnell azonban azzal érvel, hogy nem minden termék alkalmas, és hogy a timeboxingot csak akkor szabad használni, ha az ügyfél beleegyezik a funkciók, nem pedig a minőség csökkentésébe. Kevés bizonyíték van arra, hogy a projektek legnagyobb csoportjai erőteljesen alkalmazkodnak. Adopting timeboxing more than tripled developer productivity at DuPont in the '80s.
A timeboxingot néhány figyelemre méltó szoftverfejlesztési módszer alkalmazta:
- Dinamikus rendszerfejlesztési módszer (DSDM)[14]
- A karcsú szoftverfejlesztésben a Kanban segítségével történő lehívási ütemezés rövid távú időgazdálkodást biztosít. Nagy és összetett rendszer fejlesztésekor, amikor hosszú távú tervezésre van szükség, a timeboxot rétegezzük.[15]
- A Rapid Application Development (RAD) szoftverfejlesztési folyamat iteratív fejlesztést és szoftverprototípus-készítést tartalmaz. Steve McConnell szerint a timebox a RAD "legjobb gyakorlata", és a tipikus időkeret hossza 60-120 nap lehet.[12]
- A scrumot a timeboxing és az iteratív fejlesztés ötletei befolyásolták.[16] A rendszeres időkeretes egységek, az úgynevezett sprintek képezik a fejlesztés alapegységét.[17] A sprint tipikus hossza kevesebb, mint 30 nap.[18][19] A sprinttervezés, a sprint retrospektív és a sprint áttekintő találkozói időkeretben vannak rögzítve.[18]
- Az Extreme programozási módszertanokban a fejlesztési tervezést iterációkba foglalják, jellemzően 1, 2 vagy 3 hétig. A vállalkozás minden iteráció előtt átértékeli a függőben lévő felhasználói történeteket.[20]

Az agilis szoftverfejlesztés a tervvezérelt fejlesztésről az értékvezérelt fejlesztésre való áttérést támogatja. A minőség és az idő rögzített, de a rugalmasság megengedett. A legfontosabb jellemzők bemutatása előbb a befektetés korábbi megtérülését eredményezi, mint a vízesés modell.
A részletes specifikáció hiánya jellemzően az időhiány, vagy a kívánt végeredmény (megoldás) ismeretének hiánya. Sokféle projektben, és különösen a szoftverfejlesztésben lehetetlen az összes követelmény és specifikáció elemzése és meghatározása a megvalósítási fázis megkezdése előtt. A timeboxing kedvező szerződéskötési típus lehet olyan projekteknél, amelyeknél a határidő a legkritikusabb szempont, és amikor nincs minden követelmény előre pontosan meghatározott. Ez azt is lehetővé teszi, hogy a projekt során feltárt új visszajelzések vagy meglátások tükröződjenek a végeredményben.

## A személyes időgazdálkodásban
A timeboxot személyes feladatoknál is lehet alkalmazni, ebben az esetben lerövidített időkeretet (nagyjából harminc percet) és szerényebb célokat (például házi feladat elvégzése, nem pedig egy teljes projekt befejezése) jelentene. Ezt a technikát általában időblokkolásnak nevezik.
A személyes timeboxról azt mondják, hogy életmentőként is működik, és segít megfékezni a perfekcionista hajlamokat (azáltal, hogy határozott időt tűz ki és nem vállalja túl magát egy feladat mellett), ami szintén fokozhatja a kreativitást és a fókuszt (a sürgősség érzését vagy a fokozott nyomást keltve).

## Kapcsolat más módszerekkel
A timebox más személyes időgazdálkodási módszerek építőköveként működik:
- A Pomodoro technika a koncentrált koncentráció 25 perces időkeretén alapul, amelyeket szünetek választanak el egymástól, amelyek lehetővé teszik az elme felépülését.[22]
- Andy Hunt a timeboxot adja "T"-ként a SMART-ban.[23]

## Fordítás
Ez a szócikk részben vagy egészben  a   Timeboxing című angol Wikipédia-szócikk ezen változatának fordításán alapul.  Az eredeti cikk szerkesztőit annak laptörténete sorolja fel. Ez a jelzés csupán a megfogalmazás eredetét és a szerzői jogokat jelzi, nem szolgál a cikkben szereplő információk forrásmegjelöléseként.